# Sportgymnasium Neubrandenburg
Das Sportgymnasium Neubrandenburg ist ein Sportgymnasium in Neubrandenburg. Der Schule ist ein Internat angegliedert.

## Lage
Die Schule steht inmitten des Kulturparks Neubrandenburg und ist in direkter Nachbarschaft zu den wichtigsten Trainingsstätten der Stadt, wie beispielsweise dem Jahnsportforum. Fußläufig erreichbar sind die Neubrandenburger Innenstadt und der Tollensesee.
Das Musische Haus befindet sich in unmittelbarer Nähe am Rand des Kulturparks, was die gemeinsame Nutzung der beiden Häuser ermöglicht.

## Geschichte und Schulprofil
Die Schule wurde 1954 als Kinder- und Jugendsportschule (KJS) des Bezirkes Neubrandenburg in Anklam im Status einer EOS gegründet. Die ersten angebotenen Sportarten waren Leichtathletik und Turnen, ab 1958 kam Rudern hinzu. Mit dem Umzug 1965 in die Bezirkshauptstadt Neubrandenburg, wo 1962 zur Leistungssportförderung der Sportclub SC Neubrandenburg gegründet worden war, wurde die Förderung von Turnen  und Rudern eingestellt, dafür kam Kanurennsport hinzu. Durch einen Schulneubau, der 1968 bezogen werden konnte, hatten die Sportler hier optimale Trainingsbedingungen.
Nach der politischen Wende 1989 fusionierte die Schule mit der früheren Polytechnischen Oberschule zum Sportgymnasium Neubrandenburg. Seit 1998 ist sie auch als Eliteschule des Sports anerkannt.
2005 wurde ein moderner Neubau bezogen, der vor allem eine weitere Verkürzung der Wege zu den Trainingsstätten mit sich zog.

## Schulgebäude
2005 zog die Schule in ihr neues Schulgebäude in der Schwedenstraße 22. Dieser Umzug brachte eine Verbesserung des generellen Schulalltags mit sich, bat mehr Möglichkeiten der Unterrichtsführung und verringerte im Allgemeinen den Zeitaufwand für den Weg zur Trainingsstätte.
In diesem Punkt profitierten vor allem die Leichtathleten und Kanuten.
Das Schulgebäude ist in einem ungewöhnlichen Stil umgesetzt worden. Durch seine eher ovale Form entstand in der Mitte der Schule ein großes offenes Atrium, welches für gewöhnlich als Kantine benutzt wird, allerdings auch Raum für andere Veranstaltungen bietet.
Die Gänge des dreistöckigen Gebäudes sind nach innen verglast. Somit ist es jedem möglich, in das Atrium und jedes andere Stockwerk zu schauen.
Die Schule verfügt im Erdgeschoss über eine große Küche, durch die die Schüler täglich die Auswahl zwischen 3 frisch zubereiteten Mahlzeiten und einem reichhaltigen Buffet haben. Des Weiteren gibt es mehrere Fitnessräume, große Musik- und Kunsträume, eine Bibliothek, Lernräume, mehrere Räume für Naturwissenschaften, Klassenräume in verschiedenen Größen, zumeist ausgestattet mit PC, Smartboard und Beamer, des Weiteren ein Krankenzimmer und einige Konferenzräume in verschiedenen Größen.
Für die Schüler befinden sich im Erdgeschoss Schließfächer, die sie gegen einen monatlichen Mietbetrag nutzen können.
Die innere farbliche Gestaltung ist sehr schlicht in weiß gehalten und bietet somit Platz für die Kreativität der Schüler. So findet man in jedem Stockwerk Arbeiten von Schülern der Schule.
Äußerlich fällt das Sportgymnasium durch teilweise extreme Farbgebung auf. So befinden sich zum Beispiel alle Flaggen der Welt auf der Fassade.

## Sportarten

### Olympiastützpunkt Neubrandenburg
Diese Sportarten erhalten eine besondere Unterstützung:
- Leichtathletik
- Kanurennsport
- Triathlon

### Landesstützpunkt Neubrandenburg
Hier werden weitere folgende Sportarten angeboten:
Fußball, Handball, Volleyball, Judo, Schwimmen, Sportschießen, Gymnastik, Boxen/Ringen und Tennis

## Unterricht
Der Unterricht am Sportgymnasium Neubrandenburg ist an den Leistungssport angepasst, dennoch steht die schulische Ausbildung im Vordergrund. Für eine erfolgreiche Umsetzung der Kooperation von Sport und Schule gibt es beispielsweise sogenannte Hausaufgabenstunden, die für jeden Schüler zugänglich sind.  Im Unterrichtsalltag wird die vorhandene moderne Technik häufig verwendet und ausgebaut. So gibt es seit ein paar Jahren den Markwatcher, eine Website, auf der Schüler und Eltern alle ihre Noten begutachten können, oftmals schon vor der Rückgabe eines Tests oder einer Klausur.  Zudem gibt es das E-Learning, eine Methode des Stoffaustausches, wie sie im Studium oft verwendet wird. Hierbei lädt der Lehrer sein Unterrichtsmaterial in eine spezifische Gruppe und ermöglicht seinen Schülern somit eine bessere Vorbereitung. Das verbessert für die Schüler die Möglichkeiten der Zeitplanung.
Über die Website der Schule haben die Schüler die Möglichkeit, sich über den Vertretungsplan zu informieren.

## Außerschulische Aktivitäten
Das Sportgymnasium ist eine Ganztagsschule. Für den Großteil der Schüler bedeutet dies einen Alltag aus Training und Schule.
Wer sich jedoch auch anderweitig beschäftigen möchte, hat die Möglichkeit, sich im Schülerrat zu beteiligen oder Teil des Chores/der Instrumentalgruppe zu werden.
Hierzu gehört beispielsweise der Auftritt auf der Weihnachtsgala, die jährlich im Dezember stattfindet. Austragungsort dieser war in den letzten Jahren die Konzertkirche Neubrandenburg.

## Ehemalige Schüler
Schüler des Sportgymnasiums gewannen bei Olympischen Spielen zwölf Gold-, vier Silber- und elf Bronzemedaillen. Dem addieren sich zahlreiche Welt- und Europameistertitel.
Zu den bekanntesten ehemaligen Schülern zählen Astrid Kumbernuss, Andreas Dittmer, Ralf Bartels, Tim Borowski und Martin Hollstein.
Für die erfolgreichsten Ehemaligen gibt es die „Ehrenrunde“, die im ersten Stockwerk zu finden ist.